# Contingut descarregable
El contingut baixable o descarregable (sovint abreujat com a DLC de l'anglès downloadable content) és contingut addicional creat per a videojocs que ja s'han llançat i que es distribueix per Internet. Es pot llançar de forma gratuïta o de pagament; aquesta darrera modalitat permet a l'editor obtenir ingressos addicionals d'un títol després d'haver-lo llançat, sovint utilitzant un sistema de microtransacció.
El contingut baixable pot incloure des de continguts cosmètics, com ara les skins dels personatges, fins a nous continguts del joc, com ara personatges, nivells, modes i expansions més àmplies, com a continuació del joc base.
Si bé la Dreamcast va ser la primera consola domèstica que va suportar el contingut baixable (encara que de forma limitada a causa de les limitacions del maquinari i de la connexió a Internet), la Xbox i la plataforma Xbox Live de Microsoft van ajudar a que el concepte esdevingués popular. Des de la setena generació de consoles de videojocs, el contingut baixable és una característica predominant de la majoria de les principals plataformes de videojocs amb connectivitat a Internet.
Tot i que el terme es refereix principalment als videojocs, també s'ha utilitzat per referir-se a qualsevol tipus de mitjans d'entreteniment digital distribuït en línia.